# Fimi
Fimi – rzeka w Demokratycznej Republice Konga, prawy dopływ Kasai. Wypływa z jeziora Mai-Ndombe.